# Burg Lakum
Die Burg Lakum ist eine abgegangene Burg im Duisburger Stadtteil Meiderich (Lakumerstraße) in Nordrhein-Westfalen.

## Geschichte
Die genaue Entstehungszeit ist zwar nicht bekannt, doch weist der Name Lakum (Lacheim) wegen der Endung -heim auf eine fränkische Gründung. Gestützt wird diese Vermutung durch die Entdeckung eines fränkischen Gräberfelds des 7. und 8. Jahrhunderts in der Nähe Lakums. 
Burg Lakum lag wohl noch bis Mitte des 9. Jahrhunderts direkt an einer Rheinschleife, die kurz darauf nach einer Rheinverlagerung von der Ruhr genutzt wurde. Aus diesem Grund hatte Lakum bis zum Ende des späten Mittelalters nicht nur eine Oberhoffunktion, sondern fungierte auch als Hafenort und aufgrund der Anbindung an den Westfälischen Hellweg als Warenumschlagplatz. Obwohl das Haus auf der Niederterrasse lag, hatte man die Gebäude auf einem künstlich errichteten Werth gebaut, der bis heute zu erkennen ist. 
Gegen Ende des 9. Jahrhunderts wurde der Oberhof Lakum von Kaiser Arnulf von Kärnten dem Kloster Corvey geschenkt. Dessen Abtei gehörte Burg Lakum mit Hof bis in das 14. Jahrhundert. In dieser Zeit erscheint Lakum als Vitinkhof und Vittinchove (Hof des heiligen Vitus). Danach ging der Hof an die Grafen und Herzöge von Kleve, die einen Vogt einsetzten. 1333 war Konrad Stecke Vogt auf Lakum (erscheint auch als Lakhem, Lakhern und op dem Hove).
1821 kaufte der letzte Erbpächter Johann Strüngmann den Hof. Noch Mitte des 20. Jahrhunderts gehörte der Hof der Familie. Bis 1964 war noch ein Torbogen mit der Jahreszahl 1865 vorhanden. Heute sind von Lakum keine oberirdischen Baureste erhalten.